# Nationalpark Cilento, Vallo di Diano og Alburni
Nationalpark Cilento, Vallo di Diano og Alburni  (italiensk:Parco Nazionale del Cilento, Vallo di Diano e Alburni er en nationalpark der i provinsen Salerno i regionen Campania i det sydlige Italien. Den blev oprettet i 1991 med et areal på 181.048 hektar hovedsageligt i kuperet terræn på kysten af det Tyrrhenske Hav til Vallo di Diano ved foden af Appenninerne. I 1998 blev nationalpark udpeget til UNESCO-verdensarvsområde. Centrum i nationalparken er byerne Marina di Camerota og den mindre Palinuro.
 Et areal på 395,5 km² blev i 2020 udpeget til biosfærereservat under UNESCOs Menneske og biosfære-program.

## Landskabet
Landskabet i Cilentoområdet er meget afvekslende. Ved kysken skifter det mellem sandstrande og stejle klipper. Inde i landet gennemskæres bakkede landskaber af delvist skovbevoksede floddale, men også af olivenplantager og udstrakte bjergområder. Dele af Calore-slugten er fredet ligesom det højeste bjerg, det 1.898 meter høje Monte Cervati. To steder er der også undervandsreservater: Foran Santa Maria di Castellabate „Parco Marino Subacqueo“ og øst for Marina di Camerota  Baia degli Infreschi (Riserva Naturale Costa degli Infreschi). Både langs kysten og i floddalene er der mange grotter.

## Flora
Nationalparkforvaltningen anslår, at der findes omkring 1.800 vilde plantearter i nationalparken. Omkring 10 % af dem er truede. Primula Palinuri, som er udpeget til nationalparklogo, er endemisk
for området, da den kun findes mellem Kap Palinuro og Maratea-kysten. Også Strandlilje (Pancratium maritimum) er en sjælden art, der forekommer ved kysten.
I kystregionen veksler fyrreskove og maki med olivenlunde. Inde i landet vokser bøg, elletræer, stenege og ægte kastanje.

## Fauna
I den bjergrige del af nationalparken yngler kongeørn og dens byttedyr, alpestenhønen og korsikansk hare. Også enkelte ulve findes i området. I de lavereliggende skove findes duehøg og vildkat og en vigtig bestand af billen alpebock (Rosalia alpina). I vandløbene i Caloredalen lever den truede odder, brillesalamander og ildsalamander.

## Kulturelle seværdigheder
I Cilento er der tre seværdigheder, der er indskrevet i UNESCO's verdensarvsliste:
- Det arkæologiske område Paestum med de tre velbevarede græske templer.
- Udgravningsområdet for filosofibyen Elea (Velia).
- Karteuserklosteret i Padula

Derudover har mange byer hyggelige historiske bykerner. Seværdige er også ruinerne af de mange middelaldervagttårne langs kysten.